# حديقة ويستلاند تاي بوتيني الوطنية
حديقة ويستلاند تاي بوتيني الوطنية على الساحل الغربي لجزيرة نيوزيلندا الجنوبية . تأسست في عام 1960 ، الذكرى المئوية للاستيطان الأوروبي لمنطقة ويستلاند، وتغطي 1,320 كيلومتر مربع (510 ميل2) ، وتمتد من أعلى قمم جبال الألب الجنوبية إلى الساحل البري. تقع على حدود منتزه ماونت كوك / أوراكي الوطني على طول الحاجز الرئيسي.
تضم الحديقة الأنهار الجليدية والبحيرات ذات المناظر الخلابة والغابات المطرية الكثيفة المعتدلة، فضلاً عن بقايا مدن تعدين الذهب القديمة على طول الساحل. يعتبر نهر فرانز جوزيف الجليدي وفوكس جلاسير من المعالم السياحية الشهيرة داخلحديقة ويستلاند تاي بوتيني الوطنية. توفر الحديقة فرصًا للصيد للغزلان الأحمر والشامواه والطهر ، بينما تسمح طائرات الهليكوبتر للصيادين بالوصول إلى المناطق الجبلية الوعرة. يمتد مسار كوبلاند الشهير عند المنبع من جسر نهر كارانغاروا. إلى جانب المناظر الجبلية التي يمكن رؤيتها من المسار، توجد ينابيع ساخنة في فلات هت.
في عام 2010 ، تمت إضافة أكثر من 4,400 هكتار (11,000 أكر) إلى حديقة ويستلاند تاي بوتيني الوطنية، وهذه الإضافة تتكون من عدد من المناطق المنتشرة والمختلفة، ومعظمها يقع شرق أوكاريتو لاجون .
- المتنزهات الوطنية في نيوزيلندا
- حدائق الغابات في نيوزيلندا
- المتنزهات الإقليمية لنيوزيلندا
- المناطق المحمية في نيوزيلندا
- الحفظ في نيوزيلندا
- الدوس في نيوزيلندا